# The Bells (Album)
The Bells ist das neunte Solo-Studioalbum des amerikanischen Rockmusikers Lou Reed, das im Mai 1979 von Arista Records veröffentlicht wurde. Es wurde unter Verwendung von binauraler Aufnahmetechnik aufgenommen. Die Produktion übernahm Reed, Michael Fonfara war leitender Produzent.

## Produktion
1979 begannen Reed und Nils Lofgren eine außergewöhnliche Zusammenarbeit, die von Bob Ezrin initiiert wurde, und aus der 13 Songs hervorgingen. Davon finden sich City Lights, Stupid Man und With You auf The Bells, die weiteren auf Alben von Lofgren: A Fool Like Me, I Found Her und I’ll Cry Tomorrow auf Nils (1979), Life auf Damaged Goods (1995), Driftin’ Man auf Break Away Angel (2001) und Attitude City, City Lights (mit der Originalmelodie von Lofgren), Give, Talk Thru the Tears, Don’t Let Your Guard Down und Cut Him Up auf Blue With Lou (2019). Ein gemeinsamer Auftritt der beiden Künstler kam nie zustande.
Ende 1976 hatte Reed Don Cherry bei einem zufälligen Treffen eingeladen, mit Reeds Band zu spielen, was zu einigen gemeinsamen Arbeiten in den folgenden Jahren führte – so auch auf The Bells. Nach einer kurzen Europatournee nahmen Reed, Michael Fonfara, Ellard Boles, Marty Fogel, Michael Suchorsky und Cherry das Album im Delta Studio in Wilster (Schleswig-Holstein) auf. Das verwendete spezielle binaurale Aufnahmesystem wurde von Manfred Schunke von der deutschen Firma Delta Acoustics entwickelt. Reed setzte diese Technik erstmals auf Street Hassle ein, und ebenfalls auf Live: Take No Prisoners. Bei The Bells kam sie letztmalig zum Einsatz, denn Reed mochte zwar die Technik, meinte aber: „Bei allem räumlichen Dies-und-Das will jeder einfach nur einen guten Bass-Sound. Wenn man den nicht hinbekommt, ist niemand glücklich.“
Die Liedtexte wurden erst im Studio geschrieben.
Reed nutzte hier erstmalig auch einen Roland-Gitarrensynthesizer bei einer Plattenaufnahme. nachdem er begonnen hatte, diesen bei den Auftritten auf Tournee zu spielen.

## Songs
The Bells wurde als Jazz-Rock-Fusion-Album charakterisiert. Laut Jazz-Times-Autor Aiden Levy handelt es sich um ein vielschichtiges Jazz-Rock- und Art-Rock-Album, das Jazz, Disco und ein zutiefst persönliches Songwritertum ohne Blick auf einen kommerziellen Nutzen vereint.
Disco Mystic wurde als ein für die damalige Zeit typisches „Funk-Workout“ und „eine Übung in brodelndem R&B“ beschrieben. Der Text besteht lediglich aus Wiederholungen von „Disco, disco mystic“. Schriftsteller Damien Love zu dem Lied: „Es ist einfach nur verrückt, großartig, fantastisch: die Bee Gees, pulverisiert von Sister Ray. Oder andersherum.“
In City Lights geht der namenlose Held nach Hause und genießt es, dass seine Stadt bei Nacht funkelt. Die Lichter der Stadt lassen ihn an den gleichnamigen Film von Charlie Chaplin denken, und das bringt ihn zum Nachdenken darüber, wie die USA Chaplin ins politische Exil getrieben hat: „We’re supposed to be a land of liberty“ (deutsch: „Wir sollen ein Land der Freiheit sein“).
Families ist eine Meditation über die zerrüttete amerikanische Kleinfamilie.
Reed wählte als junger DJ an der Syracuse University den Song Lonely Woman (1959) von Ornette Coleman als Titelsong für seine Show. Er fragte Cherry, ob er eine Zeile daraus in das Titelstück, The Bells, einbauen könne. Cherry zitierte die kurze Passage dann im Intro der neunminütigen Free-Jazz-Kollektivimprovisation.

## Rezeptionen
The Bells war Reeds viertes Album im Rahmen seines auf fünf Alben ausgelegten Vertrags mit Arista. Aus der Sicht von Arista-Gründer Clive Davis war das Album ein völliger Misserfolg: Es verkaufte sich schlechter als sein Vorgänger, erreichte nicht einmal die Billboard Hot 100, und die zwei daraus veröffentlichten Singles kamen beide nicht in die Charts.
Das Album erhielt gemischte Bewertungen von Musikkritikern.
In seiner Rezension für den Rolling Stone schrieb Lester Bangs: „Mit The Bells erreicht Lou Reed mehr als mit Street Hassle, vielleicht sogar mehr als mit seiner Arbeit mit The Velvet Underground, sein oft geäußertes Ziel, ein großer Autor im literarischen Sinne zu werden“. Er lobte auch Reeds Band und sagte, sie biete die einzig wahre Jazz-Rock-Fusion, die seit Miles Davis’ On-the-Corner-Periode entstanden ist.
Der Kritiker der Village Voice, Robert Christgau, hielt Reed für so sarkastisch wie immer, fügte aber hinzu, dass die jazzige Schärfe der Musik und die warmherzige, klassische Rock-’n’-Roll-Basis dem Album einen abgerundeteren Charakter verleihe, als es bei Street Hassle der Fall war. Sein Fazit: „Ich habe ihn seit The Velvet Underground nicht mehr so sympathisch gefunden.“
Charles Shaar Murray meinte in seiner Rezension für den New Musical Express, dass das quäkende, stolpernde Ergebnis leider an jemanden erinnere, der versuche, David Bowie zu imitieren und dabei scheitere.
Der Kritiker Tom Hull bewertete The Bells als Reeds möglicherweise ehrgeizigstes Werk und Reeds messerscharfe Offenheit als durchweg fesselnd.
Mark Deming von AllMusic schrieb rückblickend, dass The Bells musikalisch einen leichten Schritt zurück für Reed darstellte, hielt das Album aber für gut gealtert und kam zu dem Schluss, dass es mit jedem Abspielen an Tiefe gewinne, und jetzt wie eines von Reeds besten Solowerken der 1970er Jahre klinge.

## Titelliste
Die Songschreiber sind in Klammern aufgeführt.
Erste Seite
1. Stupid Man (Reed, Lofgren) – 2:33
2. Disco Mystic (Boles, Reed, Fogel, Fonfara, Suchorsky) – 4:28
3. I Want To Boogie With You (Reed, Fonfara) – 3:52
4. With You (Reed, Lofgren) – 2:22
5. Looking For Love (Reed) – 3:30
6. City Lights (Reed, Lofgren) – 3:07

Zweite Seite
1. All Through The Night (Cherry, Reed) – 4:56
2. Families (Boles, Reed) – 6:01
3. The Bells (Reed, Fogel) – 9:18